# Microtatorchis flava
Microtatorchis flava är en orkidéart som beskrevs av Johannes Jacobus Smith. Microtatorchis flava ingår i släktet Microtatorchis och familjen orkidéer. Inga underarter finns listade i Catalogue of Life.